# 714 Ulula
714 Ulula eller 1911 LW är en asteroid i huvudbältet, som upptäcktes 18 maj 1911 av den tyske astronomen Joseph Helffrich i Heidelberg. Den har fått sitt namn efter fågelsläktet Ugglefåglar.
Asteroiden har en diameter på ungefär 41 kilometer och den tillhör asteroidgruppen Maria.